# Tropaeolum bicolor
Tropaeolum bicolor är en krasseväxtart som beskrevs av Hipólito Ruiz López och Pav. Tropaeolum bicolor ingår i släktet krassar, och familjen krasseväxter. Inga underarter finns listade i Catalogue of Life.